# Fire and Ice
Fire and Ice е студиен албум на китариста Ингви Малмстийн, издаден през 1992 г.
През 1991 г., Малмстийн напуска Polydor и подписва договор с Elektra/WEA Entertainment. По това време Електра подписва договори с метъл групи и после ги унищожава (и групите и договорите), за да разчисти място за „алтернативната музика“. В резултат този албум е слабо промотиран от лейбъла, чиито шефове се борят за лидерската позиция в компанията (това продължава до средата на 1994 г.). В периода 1991-93 ръководеща роля в компанията имат последователно Боб Краснов, Анита Бекр и Натали Кол, което прави лейбъла хаотичен. Когато най-накрая е избрана Силвия Роун, тя решава да премахне всички групи от 80-те от лейбъла като ги банкрутира. По този начин е навредено и на кариерата на Малмстийн.
Fire & Ice е третият и последен албум (първият е Odyssey от 1988), с който китаристът се опитва да постигне комерсиален успех. Албумът е лошо направен, а сингълът е с кийборд в основата (в годините след Нирвана). Албумът (като изключим песента Teaser) е най-близо до нео-класическото метъл звучене от всички албуми на Малмстийн дотогава. В него са включени трии нео-класически инструментала и няколко добри парчета в същия стил.
Албумът не успява да пожъне очаквания комерсиален успех в САЩ. Въпреки това той става три пъти платинен в Япония, където Малмстийн се продава добре. Един от факторите, който е пречка за успеха на албума (освен лошото промотиране от страна на лейбъла) е нарастващата публика на грънджа.

### Бонус песен в японското издание
1. Broken Glass

## Състав
- Ингви Малмстийн – всички електрически и акустични китари, ситар, Taurus бас педал, беквокали
- Йоран Едман – вокал
- Сванте Хенрисон – бас, чело
- Матс Олаусон – клавишни
- Бу Вернер – барабани, беквокали
- Михаел Вон Норинг – барабани в Leviathan
- Лоло Ланербак – флейта